# Nick Holz
Nick Holz (26 marzo 1984) è un ex giocatore di football americano e allenatore di football americano statunitense degli Oakland Raiders della National Football League (NFL). Al college giocò a football alla Colorado University.

## Carriera come allenatore
Holz iniziò la sua carriera come allenatore nella NFL nel 2013 con gli Oakland Raiders, come assistente dell'attacco.

## Palmarès
Nessuno